# Michael Laudrup - en fodboldspiller
|  | Denne artikel er oprettet af botten PalnaBot ud fra en ekstern database. Den kan derfor have sproglige fejl eller mangler. Denne skabelon kan fjernes efter kontrol af indholdet. |

Michael Laudrup - en fodboldspiller er en portrætfilm fra 1993 instrueret af Jørgen Leth efter manuskript af Jørgen Leth.

## Handling
Michael Laudrup fortæller om fodboldspillet - en kunstart, som han selv er en af de fineste repræsentanter for. Filmen er optaget i Laudrups klub Barcelona, indeholder en samtale med træneren Johan Cruyff og masser af optagelser fra kampe fra Laudrups strålende karriere.